# Rio Corubal
O Corubal é o segundo maior rio de água doce da Guiné-Bissau. Este rio tem sua nascente nas redondezas da cidade de Lélouma, no maciço de Futa Jalom, na Guiné-Conacri, e deságua no rio Geba a cerca de 50 quilômetros a montante de Bissau.
Em fevereiro de 1969, aquando da travessia do rio Corubal pelo exército português em retirada de territórios situados na margem esquerda no setor de Madina do Boé, deu-se aquele que ficaria conhecido como o Desastre do Cheche, que provocou a morte de 47 militares portugueses.